# Vesna Parun
Vesna Parun (ur. 10 kwietnia 1922 na wyspie Zlarin, zm. 25 października 2010 w Stubičkich Toplicach) – chorwacka poetka, eseistka, dramaturg, pisarka literatury dziecięcej oraz tłumaczka i malarka.
Debiutowała tomem Zore i vihori (1947). W Polsce ukazały się wybory jej poezji zatytułowane Zaproszenie do cisz i Morska róż.